# 第一共和国広場
第一共和国広場（だいいちきょうわこくひろば、グルジア語: პირველი რესპუბლიკის მოედანი、グルジア語ラテン翻字: Pirveli Respublikis Moedani）は、ジョージアのトビリシ中心部ヴェレ地区にある広場。ルスタヴェリ大通りの西端に位置する。かつてはバラ革命広場（バラかくめいひろば、グルジア語: პირველი რესპუბლიკის მოედანი、グルジア語ラテン翻字: Vardebis Revolutsiis Moedani）という名前であった。
この広場は1983年に建設され、「共和国広場」と名付けられた。バラ革命後の2005年、この広場は「バラ革命広場」に改名された。その後2018年5月25日、グルジア民主共和国の建国100周年を記念し、トビリシ市議会はこの広場を「第一共和国広場」と改名した。